# Monochamus x-fulvum
Monochamus x-fulvum är en skalbaggsart som beskrevs av Bates 1884. Monochamus x-fulvum ingår i släktet Monochamus och familjen långhorningar.
Artens utbredningsområde är:
- Angola.
- Benin.
- Gabon.
- Ghana.
- Kenya.
- Nigeria.
- Sierra Leone.
- Togo.

Inga underarter finns listade i Catalogue of Life.